# Коломійцев Віталій Петрович
Віталій Петрович Коломійцев (12 грудня 1925, Паплинці — 15 грудня 2018, Київ) — український науковець-оториноларинголог, педагог. Кандидат медичних наук, доцент. Розробник нової класифікації синуситів, блокади відієвих нервів, дослідник широкого спектра проблем оториноларингології. Автор близько 80-ти наукових робіт, учень професора Якова Шварцберга.
Учасник Німецько-радянської війни, майор медичної служби. Воював у складі 23-ї гвардійської мотострілецької бригади, пройшов шлях від заходу України до Чехії, брав участь у захопленні Берліна. Після завершення війни, протягом майже 45-ти років — доцент Київського медичного інституту (1949—1992), декілька місяців виконував обов'язки завідувача кафедри оториноларингології.

## Життєпис
Народився 12 грудня 1925-го року у селі Паплинці на Хмельниччині у сім'ї педагогів.
З квітня 1944-го року по січень 1946-го року — на військових теренах. Воював у складі 23-ї гвардійської мотострілецької бригади, пройшов шлях від заходу України до Чехії, брав участь у захопленні Берліна. Закінчив війну у Празі у званні майора медичної служби. Нагороджений декількома бойовими орденами та медалями, зокрема орденом Вітчизняної війни I ступеня.
Після демобілізації вступив до Київського медичного інституту, який закінчив у 1949-му році. Відтоді ж — клінічний ординатор кафедри отоларингології під керівництвом професора Якова Шварцберга. Пізніше — доцент, відповідав за навчально-методичну роботу кафедри. Захистив дисертацію та здобув науковий ступінь кандидата медичних наук.
Під час роботи у медичному інституті розробив нову класифікацію синуситів, блокаду відієвих нервів, досліджував широкий спектр проблем оториноларингології. Через незалежну від себе причину не став доктором медичних наук, хоча й написав докторську дисертацію на тему «Синуиты и роль нейротрофических нарушений в их патогенезе». Декілька місяців виконував обов'язки завідувача кафедри оториноларингології.

Могила Віталія Коломійцева, Байкове кладовище

Автор близько 80-ти наукових робіт, декількох авторських свідоцтв на винаходи. Секретар Київського міського ЛОР-товариства, член правління Наукового медичного товариства лікарів-оториноларингологів України.
У 1992-му році вийшов на пенсію, віддавши медичному інститутові 43 роки праці. До кінця життя займався роботою в комітеті ветеранів війни при інституті.
Помер через три дні після 93-го дня народження, 15 грудня 2018-го року. Похований на Байковому кладовищі разом із матір'ю.

## Науковий доробок (частковий)
- «Методика обследования и комплексное лечение больных хроническим гайморитом» [Текст]: Метод. рекомендации / М-во здравоохранения УССР ; [Сост. В. П. Коломийцев]. — Киев: [б. и.], 1979. — 11 с.; 20 см.

### Авторські свідоцтва на винаходи (у співавторстві)
- 1984 — «Способ лечения полипозного этмоидита»

## Нагороди
- 2015 — почесна грамота Вченої ради Національного медичного університету імені О. О. Богомольця — за значні трудові здобутки та внесок у розбудову університету
- орден Вітчизняної війни I ступеня
- медаль «За відвагу»
- медаль «За взяття Берліна»